# Gymnorhamphichthys petiti
Espèce
Gymnorhamphichthys petiti est une espèce de poissons de la famille des Rhamphichthyidae.

## Distribution
Cette espèce est endémique du Brésil, elle se rencontre dans le bassin du rio Araguaia.

## Description
C'est un poisson électrique.

## Publication originale
- Géry & Vu, 1964 : Gymnorhamphichthys hypostomus petiti ssp. nov. un curieux poisson Gymnotoïde Arénicole. Vie et Milieu Suppl. n. 17, p. 485-498.